# Lisa Lisa and Cult Jam
Lisa Lisa (* 15. Januar 1966; eigentlich Lisa Velez) und ihre Band Cult Jam sind eine US-amerikanische Pop, Freestyle und Contemporary-R&B-Band und auch eine der ersten Freestyle-Bands der 1980er Jahre.

## Leben und Schaffen
Lisa Velez ist puerto-ricanischer Abstammung und wuchs in New York City auf, besuchte jedoch die North Miami Senior High School in North Miami Beach, Florida. Die Band Lisa Lisa and Cult Jam wurde von dem Musikproduzententeam Full Force zusammengestellt und produziert, sie unterzeichneten daraufhin einen Plattenvertrag bei Columbia Records. 1985 erschien ihr Album Lisa Lisa & Cult Jam with Full Force, das kommerziell mit den Auskopplungen I Wonder If I Take You Home, Can You Feel the Beat und All Cried Out ein kleiner Erfolg war. Letzteres Lied verschaffte der Band in den Vereinigten Staaten den nationalen Durchbruch.
Einen größeren Verkaufserfolg verschaffte 1987 der Band das Album Spanish Fly, die Lieder Head to Toe und Lost in Emotion schafften Platz 1 der Billboard Hot 100, während sich der Song Someone to Love Me for Me der Erfolgsreihe nicht anschließen konnte. Die nachfolgenden Singles Everything Will B-Fine und Go for Yours (Soundtrack zum Film Caddyshack II) fanden in den US-R&B und Dance Charts ihre Aufmerksamkeit.
Ihr 1989 erschienenes Album Straight to the Sky konnte den Höhenflug nicht fortführen, zwar erhielt Little Jackie Wants to Be a Star einen mäßigen Charterfolg, doch die Songs Just Git It Together und Kiss Your Tears Away fanden in den US-R&B und Dance Charts wenig Anklang.
Auch ihr viertes Studioalbum Straight Outta Hell’s Kitchen blieb weitgehend den Erfolgserwartungen wie die Auskopplungen Let the Beat Hit 'Em, Let the Beat Hit 'Em (Part 2) und Where Were You When I Needed You zurück. Währenddessen versuchte sich Velez als Schauspielerin, während Moseley und Hughes sich anderen Projekten widmeten.
Aufgrund der Misserfolge wechselte die Band zum Label Mass Appeal Entertainment, das ihnen mit den Alben LL77 (1994) und Life 'n Love (2009) kein einziges Comeback verschaffen konnte.
Lisa Valez hatte 2001 bis 2002 in der Fernsehserie Taina eine Nebenrolle als Tainas Mutter Gloria inne.

## Diskografie

### Studioalben
| Jahr | Titel                         | Höchstplatzierung, Gesamtwochen, AuszeichnungChartplatzierungen (Jahr, Titel, Platzierungen, Wochen, Auszeichnungen, Anmerkungen) | Höchstplatzierung, Gesamtwochen, AuszeichnungChartplatzierungen (Jahr, Titel, Platzierungen, Wochen, Auszeichnungen, Anmerkungen) | Anmerkungen                       |
| Jahr | Titel                         | UK | US | Anmerkungen                       |
| ---- | ----------------------------- | --- | --- | --------------------------------- |
| 1987 | Spanish Fly                   | — | US7 Platin · (48 Wo.)US | Erstveröffentlichung: Mai 1987    |
| 1989 | Straight To The Sky           | — | US77 (13 Wo.)US | Erstveröffentlichung: April 1989  |
| 1991 | Straight Outta Hell’s Kitchen | — | US133 (6 Wo.)US | Erstveröffentlichung: August 1991 |

### Kollaborationen
| Jahr | Titel                                | Höchstplatzierung, Gesamtwochen, AuszeichnungChartplatzierungen (Jahr, Titel, Platzierungen, Wochen, Auszeichnungen, Anmerkungen) | Höchstplatzierung, Gesamtwochen, AuszeichnungChartplatzierungen (Jahr, Titel, Platzierungen, Wochen, Auszeichnungen, Anmerkungen) | Anmerkungen                                      |
| Jahr | Titel                                | UK | US | Anmerkungen                                      |
| ---- | ------------------------------------ | --- | --- | ------------------------------------------------ |
| 1985 | Lisa Lisa & Cult Jam With Full Force | UK96 (1 Wo.)UK | US52 Platin · (66 Wo.)US | Erstveröffentlichung: August 1985 mit Full Force |

### Kompilationen
- 1995: Head To Toe
- 1995: Lisa Lisa And Friends
- 1996: Past, Present & Future
- 1997: Super Hits
- 2010: Playlist: The Very Best Of Lisa Lisa & Cult Jam With Full Force

### Singles
| Jahr | Titel Album                                                      | Höchstplatzierung, Gesamtwochen, AuszeichnungChartplatzierungen (Jahr, Titel, Album, Platzierungen, Wochen, Auszeichnungen, Anmerkungen) | Höchstplatzierung, Gesamtwochen, AuszeichnungChartplatzierungen (Jahr, Titel, Album, Platzierungen, Wochen, Auszeichnungen, Anmerkungen) | Anmerkungen                                                                        |
| Jahr | Titel Album                                                      | UK | US | Anmerkungen                                                                        |
| ---- | ---------------------------------------------------------------- | --- | --- | ---------------------------------------------------------------------------------- |
| 1985 | I Wonder If I Take You Home Lisa Lisa & Cult Jam With Full Force | UK12 (18 Wo.)UK | US34 Gold · (21 Wo.)US | Erstveröffentlichung: April 1985 mit Full Force                                    |
| 1985 | Can You Feel The Beat Lisa Lisa & Cult Jam With Full Force       | UK97 (1 Wo.)UK | US69 (20 Wo.)US | Erstveröffentlichung: Oktober 1985 mit Full Force                                  |
| 1986 | All Cried Out Lisa Lisa & Cult Jam With Full Force               | — | US8 Gold · (26 Wo.)US | Erstveröffentlichung: Juli 1986 mit Full Force feat. Paul Anthony & Bow Legged Lou |
| 1987 | Head to Toe Spanish Fly                                          | UK82 (4 Wo.)UK | US1 Gold · (20 Wo.)US | Erstveröffentlichung: 9. März 1987                                                 |
| 1987 | Lost in Emotion Spanish Fly                                      | UK58 (8 Wo.)UK | US1 Gold · (20 Wo.)US | Erstveröffentlichung: 7. Juni 1987                                                 |
| 1987 | Someone To Love Me For Me Spanish Fly                            | — | US78 (10 Wo.)US | Erstveröffentlichung: 28. September 1987 mit Full Force                            |
| 1989 | Little Jackie Wants To Be A Star Straight To The Sky             | UK90 (2 Wo.)UK | US29 (11 Wo.)US | Erstveröffentlichung: April 1989                                                   |
| 1991 | Let the Beat Hit ’Em Straight Outta Hell’s Kitchen               | UK17 (6 Wo.)UK | US37 Gold · (16 Wo.)US | Erstveröffentlichung: Juni 1991                                                    |
| 1991 | Let the Beat Hit ’Em Part 2 Straight Outta Hell’s Kitchen        | UK49 (2 Wo.)UK | — | Erstveröffentlichung: August 1991                                                  |